# TRIZ
TRIZ es un acrónimo ruso para Teoría para Resolver Problemas de Inventiva ("Tieoriya Riesheniya Izobrietatielskij Zadach" o Теория решения изобретательских задач), la teoría de resolución de problemas y de invención, desarrollada por el inventor y escritor de ciencia ficción Genrich Altshuller y sus colegas desde 1946.
Siguiendo la visión de Altshuller, la teoría se desarrolla sobre una amplia investigación que cubre cientos de miles de boletines soviéticos de patentes de muchos campos técnicos diferentes para definir patrones generales en el proceso de invención. 
Una parte importante de la teoría se ha dedicado a revelar patrones de evolución y uno de los objetivos que se ha perseguido por los principales practicantes de TRIZ ha sido el desarrollo de un enfoque algorítmico para la invención de nuevos sistemas técnicos, y el perfeccionamiento de los ya existentes.
La teoría incluye una metodología práctica, herramientas, una base de conocimientos y una tecnología basada en modelos abstractos para generar nuevas ideas y soluciones para la resolución de problemas.
Hay tres hallazgos principales de esta investigación:
1. Los problemas y las soluciones se repiten en todas las industrias y las ciencias.
2. Los patrones de evolución tecnológica también se repiten en todas las industrias y las ciencias.
3. Las innovaciones se basan en el uso de conocimientos científicos fuera del ámbito en que se han desarrollado.

En la aplicación de TRIZ se aplican todos estos hallazgos para crear y mejorar productos, servicios y sistemas. 

## Fundamentos
TRIZ es una metodología, un conjunto de herramientas basado en modelos para la generación de ideas y soluciones innovadoras para resolver problemas. TRIZ provee de herramientas y métodos para formulación de problemas, análisis de sistemas, análisis de fallas y patrones de evolución de sistemas. TRIZ nace del análisis de miles de documentos de patentes, de los cuales se extraía la esencia del problema y la estrategia de solución aportada. La presencia de ciertas pautas inventivas repetidas en distintos sectores, el acceso al conocimiento externo al problema y la evolución de las tecnologías, sentaron las bases para la metodología. TRIZ reposa sobre un sistema de pensamiento dialéctico, que complementa lo anterior con la evolución constante de los sistemas y la presencia y resolución de contradicciones técnicas. A diferencia de técnicas como la lluvia de ideas, basada en la generación de ideas aleatorias, TRIZ anima a crear un enfoque algorítmico y acceder al conocimiento para la invención de nuevos sistemas y el refinamiento de los viejos.
Dicho algoritmo se puede resumir en los siguientes pasos:
- Ante un problema determinado, "MI PROBLEMA" hay que reconocer sus elementos y su modelo, entrando en la fase conceptual "MODELO DE PROBLEMA".
- TRIZ ha organizado sus herramientas para que a partir de un modelo de problema, se pueda identificar un "MODELO DE SOLUCIÓN".
- A partir de ahí TRIZ nos aporta muchos elementos para pasar de la solución conceptual y abstracta a una aplicación concreta "MI SOLUCIÓN".

## Aplicación de TRIZ
TRIZ ayuda a técnicos de diseño, de calidad, de I+D+I, de oficina técnica, de fabricación,... en diferentes aspectos como:
- Resolver los conflictos técnicos (cuando la mejora de un parámetro o componente de un sistema, conlleva la penalización de otro), aplicando principios de invención normalizados. TRIZ evita llegar a soluciones intermedias o de optimización del compromiso.
- Proporcionar múltiples herramientas para la generación de conceptos de solución (fluidez).
- Proporcionar principios sencillos pero potentes para resolver problemas (idealidad, operador del sistema, recursos del sistema, etc.)
- Conducir hacia el conocimiento científico y técnico, necesarios para resolver el problema. En muchas situaciones la dificultad del problema estriba en que la solución está fuera del campo de especialidad del técnico, de la empresa, del sector, o incluso de la industria en general.
- Ampliar la visión de la tecnología y su posible evolución, aplicando la funcionalidad y la sistémica y por ello es de ayuda para la previsión tecnológica.
- Generar resultados tecnológicos patentables, la propia metodología ayuda a conseguir una mejor calidad en la cartera de patentes.

## Experiencias de TRIZ en la industria
Ninguna compañía menciona el uso de TRIZ en sus comunicados oficiales pero varios promotores de TRIZ informan de que las empresas de automóviles Ford y Daimler-Chrysler, y muchas otras como Johnson & Johnson, Boeing, la NASA, Hewlett Packard, Motorola, General Electric, Xerox, IBM, LG, Samsung, Procter and Gamble, Expedia y Kodak han utilizado métodos de TRIZ en algunos proyectos.

## Historia
La teoría TRIZ fue desarrollada por Genrich Altshuller entre 1946 y 1985. Altshuller pensaba que si no existía una metodología para inventar, entonces debía desarrollarse una. Estudió miles de patentes y descubrió que hay leyes objetivas en la evolución de sistemas técnicos, y por tanto dicha evolución no es un proceso al azar. Así, planteó 8 patrones de evolución de sistemas técnicos, los cuales pueden ser usados para desarrollar sistemas y resolver problemas. 
Los científicos de la época opinaban que la inventiva era producto del carácter personal, del estado de ánimo, de circunstancias afortunadas, de accidentes, de la inspiración. Sin embargo, Altshuller había descubierto que la invención aparece al quitar contradicciones técnicas usando ciertos principios, y que la inventiva es más fácil si el inventor conoce esos principios.
Así, la teoría de Altshuller permite ver a la creatividad técnica con ojos nuevos, y una premisa de la teoría es un verdadero terremoto: que la inventiva y la creatividad pueden ser aprendidas. O como Altshuller decía: “Puedes esperar 100 por inspiración, o resolver el problema en 15 minutos con estos principios”[cita requerida].
TRIZ hace sus investigaciones comenzando con la hipótesis de que hay principios de creatividad universal que son la base para las innovaciones creativas de avances tecnológicos. Si estos principios pueden ser identificados y codificados podrían enseñar a las personas como hacer un proceso creativo más predecible.

## Libros sobre TRIZ
- Altshuller, Genrich (1999). The Innovation Algorithm: TRIZ, systematic innovation, and technical creativity. Worcester, MA: Technical Innovation Center. ISBN 0-9640740-4-4.
- Altshuller, Genrich (1984). Creativity as an Exact Science. New York, NY: Gordon & Breach. ISBN 0-677-21230-5.
- Altshuller, Genrich (1994). And Suddenly the Inventor Appeared. translated by Lev Shulyak. Worcester, MA: Technical Innovation Center. ISBN 0-9640740-2-8.
- Altshuller, Genrich (2005). 40 Principles:Extended Edition. translated by Lev Shulyak with additons by Dana Clarke, Sr. Worcester, MA: Technical Innovation Center. ISBN 0-9640740-5-2.
- Petrov,  Vladimir (2015). Fundamentos de la Teoría para la Solución de los Problemas Inventivos (TRIZ) (Spanish Edition)